# Renanthera chanii
Renanthera chanii är en orkidéart som beskrevs av Jeffrey James Wood och Rod Rice. Renanthera chanii ingår i släktet Renanthera och familjen orkidéer. Inga underarter finns listade i Catalogue of Life.